# Bordonia virescens
Bordonia virescens är en insektsart som beskrevs av William D. Funkhouser. Bordonia virescens ingår i släktet Bordonia och familjen hornstritar. Inga underarter finns listade i Catalogue of Life.